# Срединный атлантоосевой сустав
Срединный атлантоосевой сустав (лат. Articulatio atlantoaxialis mediana) — сустав, который образуется задней поверхностью передней дуги первого и зубом второго шейного позвонка.

## Анатомия
К связочному аппарату сустава относят:
1. Покровную мембрану (лат. Membrana tectoria) натянутую между передним краем большого затылочного отверстия и телом II шейного позвонка. Она покрывает сзади зуб и поперечную связку атланта. Её рассматривают как часть задней продольной связки позвоночника.
2. Крестообразную связку атланта (лат. Ligamentum cruciforme atlantis), которая состоит из продольного и поперечного пучков. Поперечная часть носит название поперечной связки атланта (лат. Ligamentum transversum atlantis). Она расположена между внутренними поверхностями латеральных масс атланта и прилежит к задней поверхности зуба осевого позвонка, укрепляя его. Продольные верхний и нижний пучки начинаются от средней части поперечной связки и прикрепляются к передней поверхности большого затылочного отверстия и задней поверхности тела эпистрофея соответственно. Эта связка имеет большое функциональное значение, так как с одной стороны направляет движение зуба, а с другой — удерживает его от вывиха, который может привести к травмированию вещества мозга.
3. Связку верхушки зуба (лат. Ligamentum apicis dentis), которая протягивается между верхушкой зуба II шейного позвонка и средней частью переднего края большого затылочного отверстия.
4. Крыловидные связки (лат. Ligamenta alaria) образованы пучками волокон, которые натянуты между боковыми поверхностями зуба и внутренними поверхностями затылочных мыщелков, образуя с ними угол около 140°. Эти связки удерживают во время вращения верхушку зуба. В норме они предотвращают движения головы в сторону более чем на 21°.